# Plumarella profunda
Plumarella profunda is een zachte koraalsoort uit de familie Primnoidae. De koraalsoort komt uit het geslacht Plumarella. Plumarella profunda werd in 2011 voor het eerst wetenschappelijk beschreven door Cairns. 